# Eli Lilly and Company
Eli Lilly and Company (произн. „Ила̀й Лѝли енд Къмпани“) е американска фармацевтична компания. Основана е през 1876 г. в Индианаполис, щат Индиана, където все още се намира нейното седалище. Известна е като първата компания, която произвежда с търговска цел инсулина (през 1923 г.).

## История
Компанията е кръстена на своя основател, полковник Илай Лили, ветеран от Гражданската война 1861 – 1865. През 1876 г. той създава лаборатория за производство на лекарства в Индианаполис. Едно от основните нововъведения, които донасят успех на компанията, е производството на лекарства в желатинови капсули. През 1880 г. компанията е регистрирана като корпорация, създаден е съвет на директорите, а акциите са разпределени между приятели и роднини. Полковник Лили оглавява компанията до смъртта си през 1898 г., а до 1953 г. тя се управлява от неговите синове и внуци.
Първото успешно лекарство е Succus Alterans (лат. „укрепващ сок“), прилаган при венерически болести. Той започва да се произвежда през 1883 г. и позволява на компанията значително да ускори растежа си.
През 1921 г. компанията, съвместно с Университета на Торонто, започва да разработва метод за промишлено производство на инсулин и две години по-късно е първата, която започва да го предлага на пазара, като последователно запазва лидерската си позиция в САЩ (в началото на 90-те години контролира 75% от пазара на инсулин в САЩ). През 40-те години на XX век тя е една от първите, които произвеждат пеницилин, а по-късно и други антибиотици – еритромицин и ванкомицин. През 60-те години на XX век фирмата предлага на пазара нов антибиотик – цефалоспорин. През 1934 г. е открито представителство в Лондон. През 1937 г. е основана благотворителната фондация Lilly Endowment.
През 1971 г. Eli Lilly купува за 38 млн. щ.д. козметичната компания Elizabeth Arden, която е продадена на Fabergé за 657 млн. щ.д. през 1987 г. Купуват се също IVAC Corporation (производител на медицински изделия, 1977 г.), Cardiac Pacemakers Inc. (производител на пейсмейкъри, 1978 г.) и Physio-Control Corporation (1980 г.). В средата на 70-те години на XX век оборотът на компанията надхвърля 1 млрд. щ.д., а броят на служителите достига 23 000.
През 1982 г. започват продажбите на хумулин – човешки инсулин, получен с помощта на генно инженерство. През 1987 г. FDA одобрява препарата прозак (флуоксетин), прилаган за лечение на депресия. Продажбите му през 1990 г. възлизат на 600 млн. щ.д., а през 1992 г. надхвърлят 1 млрд. щ.д., което го прави едно от 15-те най-продавани лекарства в света.
През 1986 г. FDA одобрява лекарството Gemzar (гемцитабин) за употреба при онкологични заболявания. До 2002 г. то е одобрено в 85 държави, като го използват 80% от пациентите с рак на панкреаса в САЩ. През 1996 г. е пуснат на пазара Zyprexa (оланзапин) за лечение на шизофрения и биполярно разстройство, а през 1997 г. – Evista (ралоксифен) за лечение на остеопороза, които стават едни от най-продаваните продукти на компанията.
През 1998 г. Eli Lilly and Company създава съвместно предприятие с Icos за предлагане на пазара на Adcirca и Cialis (тадалафил) за лечение на еректилна дисфункция. Icos е придобита през 2007 г., като сделката е оценена на 2,3 млрд. щ.д.
През 2001 г. изтича срокът на действие на патента за Prozac, опитите за подновяването му в съда се провалят, а други компании започват да произвеждат негови генерични продукти, в резултат на което печалбите на Eli Lilly and Company спадат с 14%.
През 2010 г. FDA одобрява лекарството аксирон (Axiron) за лечение на понижени нива на тестостерон при мъжете. До 2013 г. продажбите му достигат 178,7 млн. щ.д., но FDA променя мнението си, тъй като проучванията показват, че аксиронът и подобни лекарства увеличават риска от инфаркт и инсулт.
През 2014 г. Elanco, ветеринарното подразделение на Lilly, поглъща германската компания Lohmann Animal Health, световен лидер в производството на ваксини за домашни птици. През 2015 г. ветеринарното подразделение на швейцарската компания Novartis е закупено за 5,28 млрд. щ.д.
През януари 2018 г. компанията придобива базирания в САЩ разработчик на противоракови лекарства Loxo Oncology. Сделката възлиза на 8 млрд. щ.д.

## Собственици и ръководство
Към февруари 2020 г. компанията има 21 650 акционери, а към март 2022 г. пазарната капитализация е 250 млрд. щатски долара.
Президент и главен изпълнителен директор (CEO) от 1 януари 2017 г. е Дейвид Рикс (David A. Ricks), а от юни 2017 г. той е и председател на управления съвет. Рикс работи в компанията от 2002 г., а преди това е работил в Hewlett-Packard и IBM. Образование: Университет „Пърдю“ (бакалавърска степен) и Университет на Индиана (магистърска степен).

## Операции
Дейността на компанията е организирана в две бизнес направления: хуманна медицина и ветеринарни лекарства (подразделението Elanco). Продуктите на компанията се продават в 120 държави.
Основни пазари за компанията са САЩ (14,2 млрд. щ.д. от приходите), Европа (4,2 млрд. щ.д.), Япония (2,6 млрд. щ.д.) и КНР (1,1 млрд. щ.д.).
Eli Lilly and Company заема 186-о място в списъка на Forbes Global 2000 на най-големите публично търгувани компании в света през 2021 г., включително 61-во място по пазарна капитализация, 88-о място по нетна печалба, 392-ро място по приходи и 755-о място по активи.